# Wortmelodie
Als Wortmelodie, fachsprachlich Intonation genannt, bezeichnet man den durch Höhen und Tiefen sowie durch natürliche Resonanzen 
bestimmter Buchstabenlaute entstehenden Klang eines Wortes oder ganzer Wortfolgen.
Jedes Wort hat eine vom Sprecher und von der Sprechsituation abhängige Intonation. Die Intonation kann bedeutungsunterscheidend sein oder die Wichtung eines Satzes verändern. Innerhalb einer Sprache kann die Intonation regional unterschiedlich sein. Bei Fremdwörtern wird die Intonation oft der eigenen Sprache angepasst. In vielen Situationen kann man aber eine Standardintonation annehmen, bei deren Zustandekommen auch Akzent und Akzentuierung von Bedeutung sind.
Vokale sind für den Frequenzcharakter eines Wortes zuständig, Konsonanten dagegen für die „Härte“ oder „Weiche“ eines Wortes. Das Wort „Traktat“ zum Beispiel ist durch seine Konsonanten T und K hart und abrupt, die Aussprache lässt sich nicht variieren. Das Wort „Blumenfeld“ hingegen beinhaltet Bs, Ms und schließt mit einem D, was das Wort (in Nicht-Standardaussprache) weich intoniert und dem Sprecher die „Tonabrundung“ ermöglicht. In der Standardaussprache wird das Wort durch Auslautverhärtung mit einem „t“ gesprochen.
Den verschiedenen Intonationen werden häufig Wertungen zugetragen, so spricht man bei Wörtern wie „Liebe“ und „Seele“ häufig von schönen Wortmelodien. Dies ist nicht zuletzt aufgrund der Wortbedeutungen höchstwahrscheinlich psychologisch bedingt, es gibt keine wissenschaftlichen Anhaltspunkte für Buchstabenkombinationen, die unserem Ohr weniger oder mehr gefallen als andere.
Wortmelodien bewusst einzusetzen ist ein Merkmal der Poesie, wo sie Bedeutung für das Versmaß haben. Alliterationen und andere Einflussfaktoren der Wortmelodien lassen Texte flüssiger und kompatibler wirken, da unser Gehirn Texte und Töne mit ähnlichen Klängen besser und schneller verarbeitet als andere.
Der Begriff Wortmelodie ist an den Eindruck geknüpft, der Sprecher würde einzelne Worte in verschiedenen Tonhöhen wiedergeben, auch wenn dies nicht der Fall ist. Die Resonanzen der Buchstaben täuschen im Redefluss unterschiedliche Töne vor.
Die lautliche Hervorhebung einer Silbe einer mehrsilbigen Wortform bezeichnet man als Wortakzent.